# Toranomon

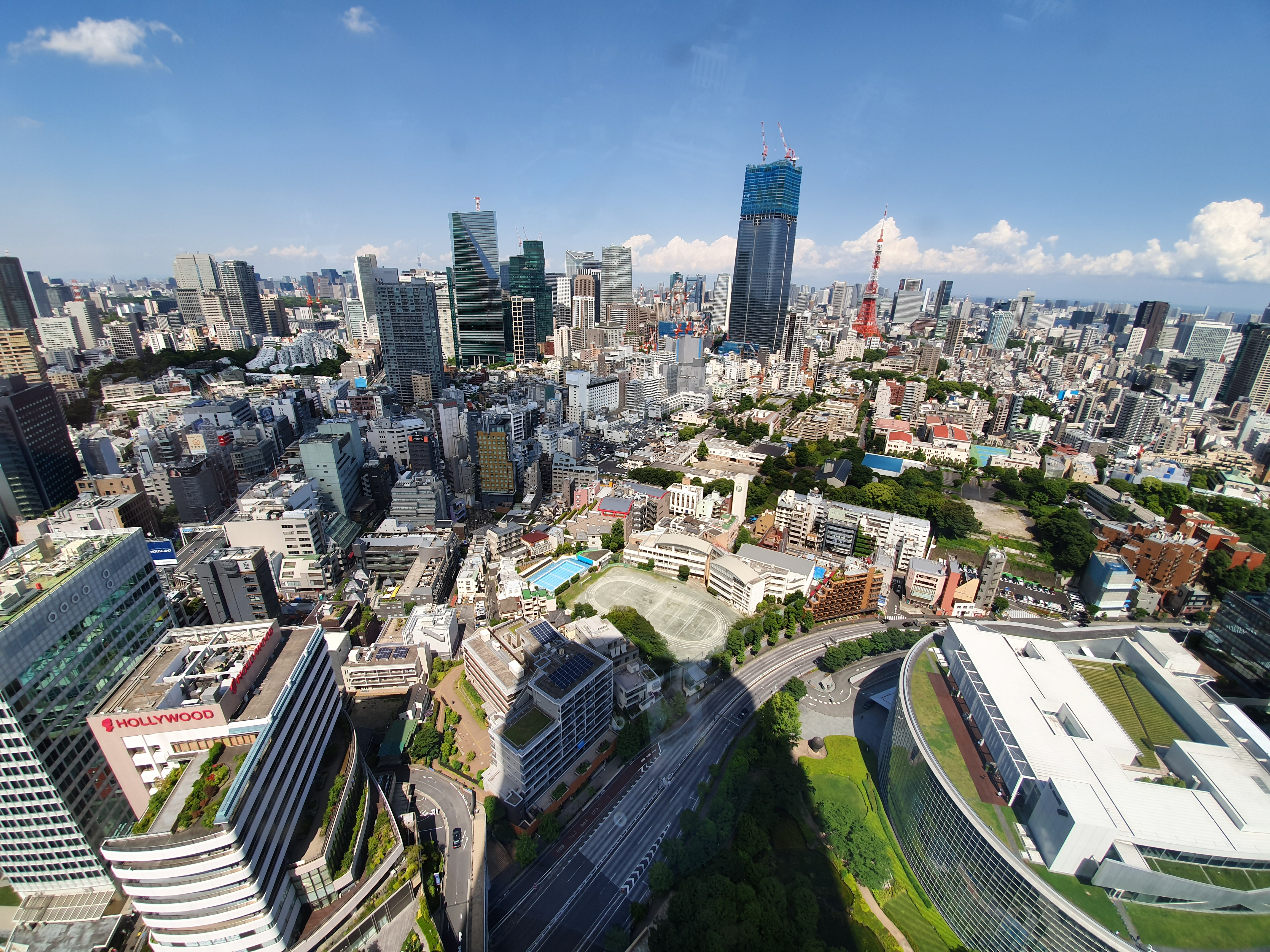
El barrio de Toranomon.

Toranomon (虎ノ門?) es un distrito financiero situado en el barrio especial de Minato de Tokio (Japón).

## Historia

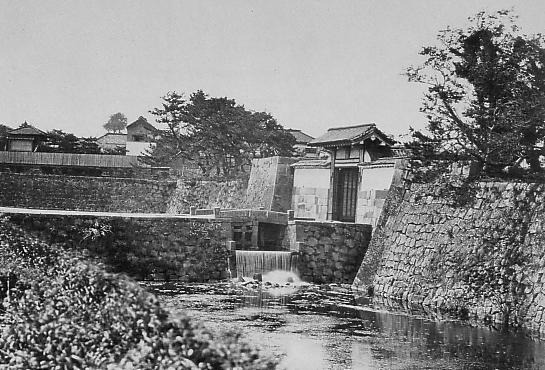
La Toranomon (Puerta del Tigre), demolida en la década de 1870.

Toranomon, que significa literalmente «puerta del tigre», era el nombre de la puerta meridional del Castillo Edo. Esta puerta estuvo en pie hasta la década de 1870, cuando fue demolida para permitir la construcción de nuevos edificios. El atentado de Toranomon (虎ノ門事件 Toranomon Jiken?) fue un intento de asesinato del príncipe regente Hirohito perpetrado el 27 de diciembre de 1923 por el agitador comunista Daisuke Namba.
El barrio alberga la sede de muchas empresas. Desde la década de 1970 hasta mediados de la década de 1990, Japan Air System (originalmente Toa Domestic Airlines) tenía su sede en el Ark Mori Building del complejo Ark Hills. Actualmente, Air China tiene sus oficinas de Tokio en Toranomon, así como TV Tokyo, Japan Tobacco, Oki Electric Industry, Fuji Fire and Marine Insurance y Mitsui O.S.K. Lines. También se encuentran en el barrio la Oficina Nacional de Impresión, el Museo de Arte Okura y el Hotel Okura Tokyo.

## Educación
El Consejo de Educación de Minato gestiona las escuelas primarias e institutos públicos del barrio. El Toranomon 1-5-chōme está adscrito a la Escuela Primaria de Onarimon (御成門小学校) y al Instituto de Onarimon (御成門中学校).